# 191 Kolga
191 Kolga è un asteroide della fascia principale del diametro medio di circa 101,03 km. Scoperto nel 1878, presenta un'orbita caratterizzata da un semiasse maggiore pari a 2,8955533 UA e da un'eccentricità di 0,0891160, inclinata di 11,50738° rispetto all'eclittica.
Il suo nome è dedicato a Kolga, una delle nove figlie di Ægir, un gigante e re del mare nella mitologia norrena.